# Crónicas italianas
Crónicas italianas (en francés: Chroniques italiennes) es una colección de cuentos de Stendhal publicada póstumamente en 1855; la mayoría de las historias se publicaron por separado entre 1829 y 1842.

## Lista de cuentos (edición de 1947)[1]
- Vanina Vanini, publicado en la Revue de Paris el 13 de diciembre de 1829.
- San Francisco en Ripa (San Francesco à Ripa), escrito en 1831 y publicado póstumamente en la Revue des deux mondes en 1853.
- Vittoria Accoramboni, relato sin firmar, publicado en la Revue des deux mondes el 1 de marzo de 1837.
- Los Cenci (Les Cenci), relato sin firmar, publicado en la Revue des deux mondes el 1 de julio de 1837.
- La duquesa de Paliano (La Duchesse de Palliano), cuento firmado «F. de Lagenevais», publicado en la Revue des deux mondes el 15 de agosto de 1838.
- La abadesa de Castro (L'Abbesse de Castro), relato firmado «F. de Lagenevais», publicado en la Revue des deux mondes los días 1 de febrero y 1 de marzo de 1839.
- Favores que matan (Trop de faveur tue), cuento inacabado, publicado en 1912 en la Revue de Paris con el título incorrecto Trop de faveur nuit.
- Sor Escolástica (Suora Scolastica), historia inacabada iniciada el 15 de marzo de 1842; Stendhal también trabajó en ella el día de su muerte, el 23 de marzo de 1842; publicada por primera vez por André Coq en 1921.

## Historia editorial
La mayoría de estos relatos, denominados genéricamente Historiettes por Stendhal, fueron publicados individualmente. A menudo los cuentos estaban sin firmar o firmados con el seudónimo «F. de Lagenevais», en las revistas Revue de Paris o Revue des deux mondes. Stendhal afirmó que estas historias habían sido tomadas por él de antiguos manuscritos de biblioteca que llegó a poseer alrededor de 1833, en el período en el que era cónsul de Francia en Civitavecchia. Los hechos históricos de algunas de estas historias (por ejemplo, Vittoria Accoramboni o La duquesa de Paliano) son reales y bien conocidos, mientras que otros (por ejemplo, La abadesa de Castro) parecen ser puramente inventados, o tan modificados con respecto a la historia original que no se puede identificar la fuente primaria. Los comentaristas son casi unánimes al creer que estos relatos representan bastante bien «esa plenitud de vida que el escritor siempre anheló entre pasiones y amores en Italia, desde la historia figurativa hasta la música y la sociedad».
Tres de estos relatos («La abadesa de Castro», «Vittoria Accoramboni» y «Los Cenci»), todos publicados en la Revue des deux mondes de 1837 a 1839, fueron recopilados por el propio Stendhal en 1839 en un volumen titulado L'abbesse de Castro. En 1855 aparecieron dos colecciones póstumas con mayor número de cuentos:
- la colección Chroniques italiennes, editada por Romain Colomb, primo y albacea de Stendhal, publicada por Michel Lévy, en la que se añadieron las tres obras de la colección de 1839: «Vanina Vanini» (la historia más antigua, ambientada en la época contemporánea), «La duquesa de Paliano», «Las tumbas de Corneto» y «La comedia es imposible en 1836».[7]
- la colección Chroniques et nouvelles, publicada por Librairie Nouvelle, en la que se incluyeron «Vanina Vanini», «La duquesa de Paliano», «San Francisco en Ripa» y «El filtro».[8]

La versión definitiva apareció en 1947 en una colección editada por Henri Martineau para la Biblioteca de la Pléiade: a la versión editada por Colomb se añadieron tres cuentos, todos ellos aparecidos póstumamente («San Francisco en Ripa», «Favores que matan», «Sor Escolástica»), mientras que «Las tumbas de Corneto» y «La comedia es imposible en 1836» fueron eliminados.

## Ediciones
- M. de Stendhal (1839).  Dumont, ed. L'abbesse de Castro (en francés). París: L'abbesse de Castro, ed. Dumond, 1839. Contiene: «La abadesa de Castro», «Vittoria Accoramboni», «Los Cenci».
- Stendhal (1855).  Michel Lévy frères, Libraires-éditeurs, ed. Chroniques italiennes par de Stendhal (Henri Beyle) (en francés). París: Chroniques italiennes, 1855. Contiene: «La abadesa de Castro», «Vittoria Accoramboni», «Los Cenci», «La duquesa de Paliano», «Vanina Vanini», «Las tumbas de Corneto», «La comedia es imposible en 1836».
- Stendhal (1855).  Librairie Nouvelle, ed. Chroniques et nouvelles de Stendhal (en francés). París: Chroniques et nouvelles de Stendhal, ed. Librairie Nouvelle, 1855. Contiene: «La abadesa de Castro»; «Los Cenci»; «La duquesa de Paliano»; «San Francisco en Ripa»; «Vanina Vanini»; «Vittoria Accoramboni»; «El filtro».
- Stendhal (1947).  Henri Martineau (Gallimard), ed. Romans et nouvelles: texte établi et annoté. Bibliothèque de la Pléiade serie (en francés). París: Romans et nouvelles, ed. H. Martineau, 1947. Contiene: «La abadesa de Castro», «Vittoria Accoramboni», «Los Cenci», «La duquesa de Paliano», «Vanina Vanini», «San Francisco en Ripa», «Favores que matan», «Sor Escolástica»
- Stendhal (1949).  Dall'Oglio, ed. Cronache Italiane (Clemente Fusero, trad.). Colección I corvi n. 22. Milán: Ed. Dall'Oglio, 1949.
- Stendhal (1959).  G. Einaudi, ed. Crónicas italianas (Pietro Paolo Trompeo y Mario Bonfantini, trad.). Colección de narradores extranjeros traducidos n. 54. introducción de Mario Bonfantini. Turín: Ed. Einaudi, 1959.
- Stendhal (1959).  Rizzoli, ed. Crónicas italianas y otros cuentos de Italia (Cesare Giardini, trad.). Colección BUR nn. 1414-1418. Milán: Ed. BUR, 1959. Contiene: «La abadesa de Castro»; «Vittoria Accoramboni»; «Los Cenci»; «La duquesa de Paliano»; «San Francisco en Ripa»; «Vanina Vanini»; «Sor Escolástica»; «El jugo»; «Recuerdos de un gentilhombre italiano».
- Stendhal (1961).  A. Mondadori, ed. Vanina Vanini y otras crónicas italianas (Maria Bellonci, trad.). Colección Biblioteca Moderna Mondadori n. 663. Prefacio de Maria Bellonci. Milán: Ed. Mondadori, 1961. Contiene: «La duquesa de Paliano»; «Vittoria Accoramboni»; «Los Cenci»; «San Francisco en Ripa»; «Vanina Vanini».